# Нат Факсон
Натанієль Волес (Нат) Факсон (англ. Nathaniel Wales 'Nat' Faxon; нар. 11 жовтня 1975) — американський актор, комік, режисер і сценарист. Часто знімається в комедійних фільмах і серіалах, отримав премію «Оскар» за найкращий адаптований сценарій як співавтор сценарію «Нащадків» (2011). Знявся в комедійному серіалі каналу Fox «Бен і Кейт» (2012—2013) і комедійному серіалі FX «Одружені» (2014—2015), а також озвучив Ельфо в анімаційному телесеріалі Netflix для дорослих «Розчарування» (2018—2023). Він також був співавтором сценарію та режисером фільмів «Дорога, дорога додому» (2013) та «Швидкісний спуск» (2020, разом із Джимом Рашем).

## Раннє життя
Ранні роки Факсон провів у приморській громаді Манчестера, штат Массачусетс, де відвідував школу Бруквуд. Пізніше він закінчив школу Голдернесс поблизу Плімута, штат Нью-Гемпшир, а в 1997 році — Гамільтонський коледж.

## Кар'єра

### Актор
Факсон є випускником школи лос-анджелеської комедійної трупи імпровізацій і скетчів The Groundlings, де він почав виступати у 2001 році.
Серед найвідоміших його ролей — в комедійних фільмах «Оранжевий округ» (в україно-російському прокаті — «Країна чудіїв», 2002), «Злети і падіння: Історія Дьюї Кокса» (2007), «Училка» (2011) і кількох фільмах комедійної трупи Broken Lizard, включаючи «Бірфест» (в україно-російському прокаті — «Пивний бум», 2006). Він зіграв одну з головних ролей у напівавтобіографічному сатиричному серіалі Даррена Стара «Гросс Пойнт» та неодноразово грав у кількох інших телесеріалах: «Шоу Клівленда», «Джої», «Безсонні ночі» і «Ріно 911!» тощо.
Факсон був представлений у серії відомих рекламних роликів Holiday Inn за участю спортивного коментатора Джо Бака, а також у рекламі Blockbuster. Однак він не мав значних головних ролей до 2012 року, коли його обрали на роль Бена в комедійному серіалі «Бен і Кейт», за який актор отримав багато позитивних відгуків. У 2014—2015 роках він знявся з Джуді Грір у комедійному серіалі FX «Одружені», який тривав два сезони.

### Сценарист та режисер
Факсон і його співавтор Джим Раш, з яким він познайомився під час виступу з The Groundlings, були співсценаристами фільму «Нащадки» з Джорджем Клуні в головній ролі та режисером Александером Пейном. 26 лютого 2012 року сценарій фільму «Нащадки» отримав «Оскар», нагороду розділили Факсон, Раш і Пейн. Дует Факсон-Раш дебютував як режисери у фільмі «Дорога, дорога додому» (2013), заснованому на їхньому оригінальному сценарії, зі Стівом Кареллом, Тоні Коллетт і Семом Роквеллом у головних ролях. Прем'єра фільму відбулася на кінофестивалі «Санденс», на якому компанія Fox Searchlight Pictures придбала його за 10 мільйонів доларів; у липні він був випущений у США, отримавши позитивні відгуки.

## Особисте життя
Факсон одружений із Меган Ґедд. У них троє дітей: Беатріс, Рут і Отіс.